# Sallgast
Sallgast település Németországban, azon belül Brandenburgban. Lakosainak száma 1390 fő (2023. december 31.).

## Népesség
A település népességének változása:
| Lakosok száma | 1460 | 1445 | 1412 | 1381 | 1390 |
|               | 2017 | 2019 | 2021 | 2022 | 2023 |